# Русіна Ольга Володимирівна
Ольга Володимирівна Русіна — українська письменниця, журналістка, перекладачка, авторка книжок для дітей та підлітків.

## Життєпис
Народилася в Києві 5 червня 1995 року. Закінчила бакалаврат з полоністики в КНУ імені Тараса Шевченка та бакалаврат із журналістики в Ягеллонському університеті в Кракові.
У дитинстві захоплювалася вигадуванням історій і казок, пізніше почала їх записувати. У 16 років видала дебютну книжку для дітей — повість «Сестричка», що вийшла у «Видавництві Старого Лева». 2012 року книжка увійшла до «Довгого списку» премії «Дитяча книга року ВВС-2012» та отримала нагороду «Дитячий вибір» на Міжнародному літературному фестивалі у Львові.
2014 року у тому ж видавництві вийшла друга дитяча повість — «Сімейка Майї».
2018 року вийшла її третя книжка — підліткова повість «34 сонячні дні і один похмурий». Сценічна адаптація повісті «34 сонячні дні і один похмурий» Ірини Шамахіної зайняла 1 місце у конкурсі «Книжка на сцені» (2019).
У 2019 році вийшла четвета книжка «Мія і місячне затемнення», що увійшла до короткого списку «Книги року ВВС-2019» та номінувалася на «Топ Барабуки-2019» (короткий список). Також книжка потрапила до короткого списку нагороди «Еспресо-вибір читачів». Кіносценарій за книгою «34 сонячні дні і один похмурий» у співавторстві з Валерієм Пузіком увійшов у фінал премії Коронація слова.
У 2022 на початку повномасштабного вторгнення Росії в Україну у Видавництві СТарого Лева вийшла книжка «Абрикоси зацвітають уночі». Події в історії розгортаються у 2015 неподалік від окупованого Донецька, але після 24 лютого 2022 року почуття, що переживають головні герої, резонують у мільйонів дітей та дорослих по всій країні.
Писала для видань «Nowa Europa Wschodnia», «Ha!art», «Політична критика», проекту «Cafebabel», порталів «БараБука» та «ЛітАкцент». Журналістка і ведуча «Громадського радіо», перекладає з польської мови.

## Твори
- Сестричка (2011)[11]
- Сімейка Майї (2014)
- 34 сонячні дні і один похмурий (2018)
- Мія і місячне затемнення (2019)
- Абрикоси зацвітають уночі (2022)
- Тор — тракторець, що тягне танк (2023)